# Prix de la Closerie des Lilas
Le Prix de la Closerie des Lilas est un prix littéraire, exclusivement féminin.
Il a été décerné pour la première fois le 7 mars 2007 , à la Closerie des Lilas.

## Histoire du prix
Le prix a été fondé par Emmanuelle de Boysson, Carole Chrétiennot,, Adélaïde de Clermont-Tonnerre, Stéphanie Janicot, Jessica Nelson et Tatiana de Rosnay. Ces six femmes de lettres composent le jury permanent du Prix, qui couronne une romancière de langue française dont l’ouvrage paraît à la rentrée littéraire de janvier, soit entre janvier et mars.
Se voulant indépendant et ouvert, le jury permanent a institué un jury tournant. Il est composé de femmes du monde des arts, des lettres, de la presse, des sciences et de la politique. Depuis 2018, les fondatrices du Prix offrent également la présidence à une femme de lettres de renommée ou une personnalité liée au monde des lettres. En 2018, la romancière belge Amélie Nothomb a assuré cette fonction. En 2019, Leïla Slimani, journaliste et romancière franco-marocaine, lui a succédé. Les jurés sont toujours des femmes, même si, exceptionnellement, en 2017, pour les dix ans du prix, deux hommes ont rejoint le jury : le réalisateur Claude Lelouch, en tant que président d'honneur et le musicien et acteur Benjamin Biolay, en tant qu'invité d'honneur.
En 2020, Josiane Balasko est présidente du jury, mais, en raison de la fermeture de La Closerie des Lilas, due à la crise sanitaire liée au coronavirus, le jury n'a pas pu s'y réunir ; la grande soirée de remise des prix n'a pas pu avoir lieu non plus. Il en a été de même pour l'édition 2021.

## Liste des lauréats
- 2007 – Anne Wiazemsky pour Jeune Fille, Éditions Gallimard[6]
- 2008 – Cécile Reyboz pour Chanson pour bestioles, Actes Sud[7]
- 2009 – Stéphanie Hochet pour Combat de l'amour et de la faim, Librairie Arthème Fayard[8]
- 2010 – Véronique Bizot pour Mon couronnement, Actes Sud[9]
- 2011 – Sylvie Ohayon pour Papa was not a Rolling Stone, éditions Robert Laffont[10]
- 2012 – Nathalie Kuperman pour Les Raisons de mon crime, Éditions Gallimard[11]
- 2013 – Alice Zeniter pour Sombre Dimanche, Éditions Albin Michel[12]
- 2014 – Lola Lafon pour La Petite Communiste qui ne souriait jamais, Actes Sud[13]
- 2015 – Saïdeh Pakravan pour Azadi, éditions Belfond[14]
- 2016 – Julia Kerninon pour Le Dernier Amour d'Attila Kiss, éditions du Rouergue[15]
- 2017 – Oriane Jeancourt Galignani pour Hadamar, éditions Grasset[16]
- 2018 – Odile d'Oultremont pour Les Déraisons, éditions de l'Observatoire[17]
- 2019 – Sarah Chiche pour Les Enténébrés, éditions du Seuil[18]
- 2020 – Sandrine Collette pour Et toujours les forêts, éditions Jean-Claude Lattès[19]
- 2021 – Stéphanie Coste pour Le Passeur, Éditions Gallimard[20]
- 2022 – Éléna Piacentini pour Les Silences d’Ogliano, Actes Sud[21]
- 2023 – Yasmine Ghata pour Le Testament du Prophète, Editions Bouquins[22]
- 2024 – Arièle Butaux pour Le Cratère, éditions Sabine Wespieser[23]
- 2025 - Florence Seyvos pour Un perdant magnifique, éditions de l’Olivier [24]

### Dotation
Durant une année, la lauréate du Prix de la Closerie des Lilas est l’invitée de La Closerie des Lilas pour un montant de 3 000 euros. La maison Montblanc, partenaire du Prix de la Closerie de Lilas depuis sa création, remet chaque année à la lauréate du Prix ainsi qu’à la personnalité féminine de l’année, élue par les membres de l'Académie Lilas de la Closerie, un instrument d’écriture d'exception. La maison Duval-Leroy dote, quant à elle, la lauréate d'un magnum de la cuvée appelée « Femme de Champagne ».

### Jurées annuelles
- 2007 : Elisabeth Barillé, Agathe Fourgnaud, Marie-Christine Imbault, Suzanne Jamet, Brigitte Kernel, Isabelle Lortholary, Valérie McGarry, Geneviève Moll, Alexandra Lemasson, Nathalie Rheims, Christine Richard, Anne-Florence Schmitt.
- 2008 : Eliette Abécassis, Isabelle Alonso, Noëlle Châtelet, Adélaïde de Clermont-Tonnerre, Audrey Diwan, Christine Ferniot, Michèle Fitoussi, Amanda Sthers.
- 2009 : Laure Adler, Arielle Dombasle, Olivia Elkaïm, Brigitte Kernel, Amélie Nothomb, Nathalie Rheims, Josyane Savigneau, Elsa Zylberstein.
- 2010 : Audrey Pulvar, Daphné Roulier, Justine Levy, Anne Consigny, Clara Dupont-Monod, Julia Kristeva, Véronique Ovaldé, Adélaïde de Clermont-Tonnerre, Elisabeth Barillé.
- 2011 : Isabelle Alonso, Lydia Bacrie, Dominique Bona, Camille, Marie Drucker, Caroline Fourest, Françoise Héritier, Katherine Pancol, Sylvie Testud, Rama Yade.
- 2012 : Pascale Arbillot, Lydia Bacrie, Frédérique Bel, Régine Deforges, Virginie Despentes, Brigitte Kernel, Ariane Massenet, Catherine Nay, Marianne Payot, Mazarine Pingeot, Nathalie Rheims.
- 2013 : Lydia Bacrie, France Cavalié, Anne-Claire Coudray, Sophie Davant, Arielle Dombasle, Françoise Héritier, Nathalie Rykiel, Delphine de Vigan.
- 2014 : Cécilia Attias, Roselyne Bachelot, Lydia Bacrie, Mireille Darc, Anne Michelet, Mazarine Pingeot, Daphné Roulier, Amanda Sthers, Karine Tuil.
- 2015 : Aure Atika, Lydia Bacrie, Anne Barrère, Rachida Brakni, Catherine Ceylac, Aurélie Filippetti, Pascale Frey, Farida Khelfa, Sarah Lavoine, Amélie Nothomb, Elisabeth Roudinesco.
- 2016 : Lydia Bacrie, Emmanuelle Bercot, Rachida Brakni, Anne-Claire Coudray, Clara Gaymard, Brigitte Kernel, Anne Lauvergeon, Salomé Lelouch, Caroline de Maigret, Anne Nivat, Natacha Polony, Josyane Savigneau.
- 2017 : Lydia Bacrie, Victoria Bedos, Bérénice Bejo, Claire Chazal, Catherine Clément, Emmanuelle Devos, Daniela Lumbroso, Orlan.
- 2018 : Amélie Nothomb, présidente de l’édition 2018, Lydia Bacrie, Clotilde Courau, Diane Ducret, Virginie Ledoyen, Véronique Olmi, Marie-Claude Pietragalla et Sandrine Quétier.
- 2019 : Leïla Slimani, présidente de l’édition 2019, Lydia Bacrie, Jeanne Damas, Anne Fulda, Claudie Haigneré, Pauline Lefèvre, Mazarine Pingeot, Claudia Tagbo[26].
- 2020 : Josiane Balasko, présidente de l’édition 2020[27], Anne Berest, Isabelle Carré, Zoé Felix, Adèle van Reeth, Lydia Bacrie.
- 2021 : Lydia Bacrie, Anne Nivat et Josyane Savigneau[28]
- 2022 : Laure Adler, présidente de l'édition 2022, Sarah Biasini, Sandrine Collette, Salomé Lelouch, Anne Parillaud, Babrara Pravi, Laura Smet[29]
- 2023 : Dominique Bona, présidente de l’édition 2023, Lison Daniel, Zita d’Hauteville, Laurence Ferrari, Amanda Lear, Géraldine Pailhas, Vanessa Schneider[30]
- 2024 : Bérénice Bejo, Claire Berest, Claire Chazal (présidente), Anne Goscinny, Leïla Kaddour, Catherine Meurisse, Helena Noguerra[25].
- 2025 : Marine Delterme, Karine Dijoud, Catherine Frot, Ophélie Meunier, Valérie Perrin [31]

## Personnalité féminine de l'année
L’Académie Lilas de la Closerie, fondée par le jury permanent du Prix de la Closerie des Lilas, couronne une personnalité féminine liée au monde de la culture et des arts. Par cette distinction, l’Académie entend honorer une femme dont l’action, une création ou l’ensemble de l’œuvre rayonne et représente un modèle inspirant. Ainsi, chaque année, les jurées des éditions précédentes du Prix de la Closerie des Lilas votent pour élire la personnalité de l’année.

### Palmarès de l'Académie Lilas de la Closerie
- 2013 : Diane de Selliers. Éditrice de livres d’art depuis plus de vingt ans, elle associe des textes fondateurs de la littérature à des peintres prestigieux.
- 2014 : Annick Cojean. Grand reporter pour le quotidien Le Monde, directrice des collections documentaires Empreintes et Duel sur France 5. Elle est l’auteure de Les proies : Dans le harem de Khadafi, paru aux éditions Grasset en 2012 [32].
- 2015 : Marceline Loridan-Ivens. Née en 1928, déportée à Auschwitz-Birkenau avec son père, elle a été actrice, scénariste, réalisatrice. On lui doit notamment La petite prairie aux bouleaux, avec Anouk Aimée (2003), de nombreux documentaires avec Joris Ivens, et Ma vie balagan (Robert Laffont, 2008). Elle publiait en 2015 aux éditions Grasset, Et tu n’es pas revenu[33].
- 2016 : Juliette Gréco. L’interprète et actrice, emblème de Saint-Germain-des-Prés, consacrée dès les années 1960 et dans les bacs des disquaires l'année 2016 avec l’album Merci !, a été saluée pour l’ensemble de sa carrière [34].
- 2017 : Véronique Sanson. L’interprète, compositrice et musicienne, est distinguée pour l’ensemble de sa carrière, dont elle fête les 50 ans en 2017. Elle a incarné, au tournant des années 1970 une nouvelle manière de chanter et a participé à l’émancipation des femmes en chantant leurs émotions et leurs désirs.
- 2018 : Agnès Varda. Réalisatrice engagée pour l’art, la liberté d’expression et les femmes, récompensée pour l’ensemble de sa carrière [35].
- 2019 : Andréa Bescond. Danseuse, comédienne, metteur en scène, scénariste. Elle a débuté au théâtre en 2009 et a reçu le Molière Seule en scène 2016 pour son interprétation de sa pièce dansée et autobiographique Les Chatouilles. Elle a adapté Les Chatouilles au cinéma, film qui lui a valu le César 2019 de la meilleure adaptation [36].
- 2020 : Mona Ozouf. D’origine bretonne, née en 1931, Mona Ozouf est philosophe et historienne. Elle est l’auteur d’ouvrages de référence (La Fête révolutionnaire ; Dictionnaire critique de la Révolution française avec François Furet ; La Cause des livres ; Les mots des femmes : essai sur la singularité française ; A la rencontre de l’autre George…). Grand prix Gobert de l’Académie française pour l’ensemble de son œuvre, elle a publié en janvier 2020 Pour rendre la vie plus légère : Les livres, les femmes, les manières (Stock, sous la direction d’Alain Finkielkraut)[37].